# José Eduardo Alcázar
José Eduardo Alcázar é cineasta, jornalista e escritor brasileiro-paraguaio.

## Obras literárias
- Álcazar, José Eduardo. Do Breviario Karmenotti Sobre Suplícios, Tormentos, Torturas e Outras Dores (Editora Rocco) 1993 ISBN 85-325-0401-9
- El Goto (Editora Arandurá) 1998
- Porpix Termina (Editora Aradurá e Kindle Books Amazon),
- Una sensación Térmica en Otoño (Editora Servilibro e Kindle Books Amazon),
- El Cine Posible (Editora Servilibro), Paraguay y Brasil,
- Documentos sobre las Relaciones Binacionales 1844 1864 (Editora Tiempos de Historia).
- Cinco Revoluciones contadas por sus autores (Editora La Gaceta)
- Crónicas de la Independencia I y II (Editora La Gaceta)
- Te quiero gata (editora Criterio ediciones)
- Te quiero gata (Kindle Books Amazon)
- Albuquerque (editora Off Flip)
- El Cardenal (editora Criterio Ediciones)
- El Cardenal (Kindle Books Amazon)
- A Conspiração de Amadeo (Kindle Books Amazon)
- The Theory of Expression (Kindle Books Amazon)
- The House - Teatro.
- US/Nosotros - Teatro.
- EVE - Teatro.
- The Damned - Teatro.
- The Crossing - Teatro.
- Before we leave - Teatro (prêmio BBC).
- The Front Desk - Teatro
- A frozen night in spring - A novel in dramatic form. (Editora Aradurá e Kindle Books Amazon)
- ¿Termina el mundo si te invito a salir? (Editora Aradurá e Kindle Books Amazon)
- El Candidato - Teatro Editora (Editora Arandurá)
- Llega el circo con su metafísica y nos hace payasos a todos (Editora Aradurá)
- "....mas, o cachorro fica" - Teatro.
- La Selección del Presidente de la República por los Internos del Manicomio Nacional - Teatro
- Editor do periódico LA GACETA DE LA ASUNCIÓN - Las historias de la Historia.

## Longas-metragens
- 1978 Sombras de Um Verão [2]
- 2005 O Amigo Dunor [3] que foi indicado ao Tiger Award no festival de Roterdä [4]
- 2007 US/Nosotros
- 2009 Quiero que leas Pantagruel
- 2010 Nocturno de Bachelard
- 2010 El Cine Posible
- (2014) Over the left, the left over.
- (2018) LA SELECCIÓN DEL PRESIDENTE DE LA REPÚBLICA POR LOS INTERNOS DEL MANICOMIO NACIONAL
- (2019) 3 -1 = 2  El Cine Posible